# İliç
İliç là một huyện thuộc tỉnh Erzincan, Thổ Nhĩ Kỳ. Huyện có diện tích 1360 km² và dân số thời điểm năm 2007 là 6075 người, mật độ 4 người/km².